# Thamspaviljongen
Thamspaviljongen, eller  
The Norway Building, var Norges paviljong på  världsutställningen i Chicago 1893. Den tillverkades som  byggsats vid Christian Thams snickerifabrik Strandheim Brug i Orkanger inspirerad av norsk stavkyrkaarkitektur från 1200-talet och monterades på plats i Chicago av arbetare från fabriken.
Efter utställningens slut flyttades paviljongen till Lake Geneva i Wisconsin. Den köptes av tuggummiproducenten  William Wrigley, som länge hade den stående i sin trädgård, och från 1935 var den huvudattraktion i invandrarmuseet Little Norway. Museet lades ned 2012 och byggnaden köptes tillbaka till Norge av Orkdals kommun med hjälp av privata donationer. Den demonterades 2015 och byggdes upp igen i Orkanger två år senare.
Byggnaden återställdes till sitt ursprungliga utseende av frivilliga i Thamspaviljongen Støtteforening, som samlat in 4,6 miljoner kronor till projektet och lagt ner mer än 20 000 arbetstimmar. Kulturminister Linda Hofstad Helleland invigde byggnaden den 9 september 2017 med orden "Et lite stykke Norge er tilbake i landet vårt".
Thamspaviljongen, som är en av få bevarade byggnader från 1893 års världsutställning, används idag bland annat till bröllop, konserter och privata tillställningar.